# Tommestrup
Tommestrup er en bebyggelse øst for Store Heddinge. Den ligger i Store Heddinge Sogn, Stevns Kommune, Region Sjælland.
Tommestrup omtales 1387 (Tomestorp). Landsbyen blev udskiftet i 1796. Tommestrup har et forsamlingshus.
Sydøst for Tommestrup ligger Stevns Fyr fra 1818.